# Burgeroorlog tussen Alba en Cornwall
De Burgeroorlog tussen Alba en Cornwall was volgens de legende, zoals beschreven door Geoffrey of Monmouth, de oorlog die werd uitgevochten tussen de kleinzonen van koning Leir.
Toen Leir stierf, werd hij opgevolgd door Cordelia, zijn jongste dochter. Cordelia regeerde vijf jaar in vrede, tot haar neven Cunedagius, hertog van Cornwall en Marganus, hertog van Alba (Schotland) haar de troon betwistten. Zij vochten een oorlog tegen Cordelia, en namen haar gevangen, waarna zij zelfmoord pleegde.
Het koninkrijk werd verdeeld tussen de broers, waarbij Cunedagius het zuidwesten van het rijk kreeg, en Marganus het noordoosten. Al na twee jaar trok Marganus ten strijde tegen zijn broer, waarbij een groot deel van Cornwall werd verwoest. Cunedagius versloeg het leger van zijn broer, waarna Marganus naar Wales vluchtte. Aldaar werd hij door zijn broer gedood, waarna Cunedagius zichzelf uitriep tot koning van Brittannië.